# Блан, Луи
Луи́ Жан Жозе́ф Блан (фр. Louis Jean Joseph Blanc, 29 октября 1811 — 6 декабря 1882) — французский социалист, историк, журналист, политик, деятель революции 1848 года; брат Августа Александра Шарля Блана.

## Биография
Родился в дворянской семье. В 1830-е годы он стал известным журналистом в Париже и пользовался большой популярностью за стремление решить проблему социального неравенства.

## Экономические и социальные взгляды
Изложил свои идеи сначала в прессе, а затем в книге «Организация труда» (фр. L’Organisation du travail), содержавшей критику капиталистического строя; она имела большой успех и в короткий срок выдержала несколько изданий. Социальные проекты Блана, изложенные в этой работе, носили утопический характер. Блан утверждал, что достаточно ввести всеобщее избирательное право и другие демократические преобразования, чтобы стало возможно вслед за тем с помощью государственных субсидий мирным путём организовать «общественные мастерские» (рабочие производственные ассоциации), которые постепенно вытеснят частнокапиталистические предприятия. Считал, что предложенные им социальные мероприятия не встретят сопротивления со стороны буржуазии.
С 1843 года сотрудничал в мелкобуржуазной газете «La Reforme». Сочинение «История десяти лет» (Histoire de dix ans 1830—1840, 1841—1844), посвящённое истории Франции с 1830 по 1840 годы, создало ему известность в демократических кругах благодаря своему резко обличительному тону по отношению к правительству, направленную против Июльской монархии.
В своих взглядах на развитие исторического процесса опирался на идеи Сен-Симона. Основу его социализма составляет идея «общественных мастерских» — производственных кооперативов с выборным руководством и равной оплатой труда. Однако к 1847 Блан отказался от такого принципа оплаты и выдвинул лозунг: «От каждого по способностям, каждому по потребностям». Данная формула получила название «пропорционального равенства». Блан защищал механизированное производство, а также выдвигал идею объединения всех мастерских и введения планового производства. Он считал, что экономическая конкуренция должна быть ликвидирована, а вместо неё следует ввести принцип братства. Справедливого равенства между людьми можно добиться, если правильно организовать труд и распределение богатств. Он говорил, что предприниматели и рабочие должны сосуществовать мирно, так как не могут развиваться друг без друга. Ещё одна важная идея Блана — финансирование общественных мастерских демократическим государством, фактически государством якобинского типа со слабой исполнительной и сильной однопалатной законодательной властью. В отличие от других социалистических мыслителей, разделявших социализм и политику, Блан связывал их столь тесно, что его можно было бы назвать государственником. Однако, выступая за создание централизованного правительства, он считал необходимым предоставить относительную независимость общественным мастерским и коммунам.
В 1847 году опубликовал 1-й том 12-томной «Истории французской революции» (русский перевод опубликован в 1907—1909 годах), в которой положительно оценивал якобинский период революции.
В 1848 году руководил работой Люксембургской комиссии.
При Третьей Республики, в 1876 году, был избран в парламент, где основал и возглавил радикально-республиканскую фракцию «Крайне левые» и руководил ею до своей смерти в 1882 году.

## Память
- Бульвар Луи Блан — бульвар в Монпелье.
- Улица Луи Блан (фр. Rue Louis Blanc) — улица в Париже.
- Луи Блан (станция метро) — пересадочный узел Парижского метрополитена.

## Издания на русском языке
- Блан Л. История февральской революции 1848 г. СПб., 1872. — запрещена цензурой.
- Блан Л. История революции 1848 г., 1907.
- Организация труда = L’organisation du travail. / Вступ. ст.: Эд. Эссен. — [Ленинград] : Ленингр. губпрофсов., 1926. — 80 с.